# UFC 146
UFC 146: Dos Santos vs. Mir  è stato un evento di arti marziali miste organizzato dalla Ultimate Fighting Championship che si è tenuto il 26 maggio 2012 all'MGM Grand Garden Arena di Las Vegas, Stati Uniti.

## Retroscena
L'evento è il primo della storia dell'UFC a presentare una card principale composta da soli incontri di pesi massimi.
La card venne stravolta rispetto al programma originale: l'evento infatti doveva essere UFC 146: Dos Santos vs. Overeem con Alistair Overeem nel ruolo di contendente al titolo dei pesi massimi di Junior dos Santos, ma il campione K-1 olandese venne trovato positivo ad un test antidoping e di conseguenza venne escluso dall'evento e sostituito con Frank Mir, che invece avrebbe dovuto affrontare Cain Velasquez in un match valido per decretare il prossimo sfidante al titolo.
Inizialmente gli incontri dovevano essere i seguenti:
- Junior dos Santos contro Alistair Overeem
- Cain Velasquez contro Frank Mir
- Roy Nelson contro Antônio Silva
- Gabriel Gonzaga contro Shane Del Rosario
- Mark Hunt contro Stefan Struve

all'esclusione di Overeem si aggiunsero gli infortuni capitati a Gabriel Gonzaga e a Mark Hunt.
Inoltre Edson Barboza avrebbe dovuto affrontare Evan Dunham che però subì un infortunio e venne sostituito da Jamie Varner.

## Risultati

### Card preliminare
- Incontro categoria Pesi Piuma:  Mike Brown contro  Daniel Pineda

Brown sconfisse Pineda per decisione unanime (29–28, 29–28, 29–28).
- Incontro categoria Pesi Mediomassimi:  Glover Teixeira contro  Kyle Kingsbury

Teixeira sconfisse Kingsbury per sottomissione (strangolamento triangolare) a 1:53 del primo round.
- Incontro categoria Pesi Leggeri:  Paul Sass contro  Jacob Volkmann

Sass sconfisse Volkmann per sottomissione (armbar triangolare) a 1:54 del primo round.
- Incontro categoria Pesi Welter:  Dan Hardy contro  Duane Ludwig

Hardy sconfisse Ludwig per KO (pugno e gomitate) a 3:51 del primo round.
- Incontro categoria Pesi Medi:  C.B. Dollaway contro  Jason Miller

Dollaway sconfisse Miller per decisione unanime (29-28, 30-26, 29-28).
- Incontro categoria Pesi Leggeri:  Jamie Varner contro  Edson Barboza

Varner sconfisse Barboza per KO Tecnico (pugni) a 3:23 del primo round.
- Incontro categoria Pesi Piuma:  Darren Elkins contro  Diego Brandão

Elkins sconfisse Brandão per decisione unanime (29-28, 29-28, 29-28).

### Card principale
- Incontro categoria Pesi Massimi:  Stefan Struve contro  Lavar Johnson

Struve sconfisse Johnson per sottomissione (armbar) a 1:05 del primo round.
- Incontro categoria Pesi Massimi:  Stipe Miočić contro  Shane del Rosario

Miočić sconfisse del Rosario per KO Tecnico (gomitate) a 3:14 del secondo round.
- Incontro categoria Pesi Massimi:  Roy Nelson contro  Dave Herman

Nelson sconfisse Herman per KO (pugno) a 0:51 del primo round.
- Incontro categoria Pesi Massimi:  Cain Velasquez contro  Antônio Silva

Velasquez sconfisse Silva per KO Tecnico (pugni) a 3:36 del primo round.
- Incontro per il titolo dei Pesi Massimi:  Junior dos Santos (c) contro  Frank Mir

dos Santos sconfisse Mir per KO Tecnico (pugni) 3:04 del secondo round e difese il titolo dei pesi massimi.

## Premi
I seguenti lottatori sono stati premiati con un bonus di 70.000 dollari:
- Fight of the Night: nessun incontro premiato
- Knockout of the Night:  Roy Nelson e  Dan Hardy
- Submission of the Night:  Stefan Struve e  Paul Sass